# Bebensundbrücke

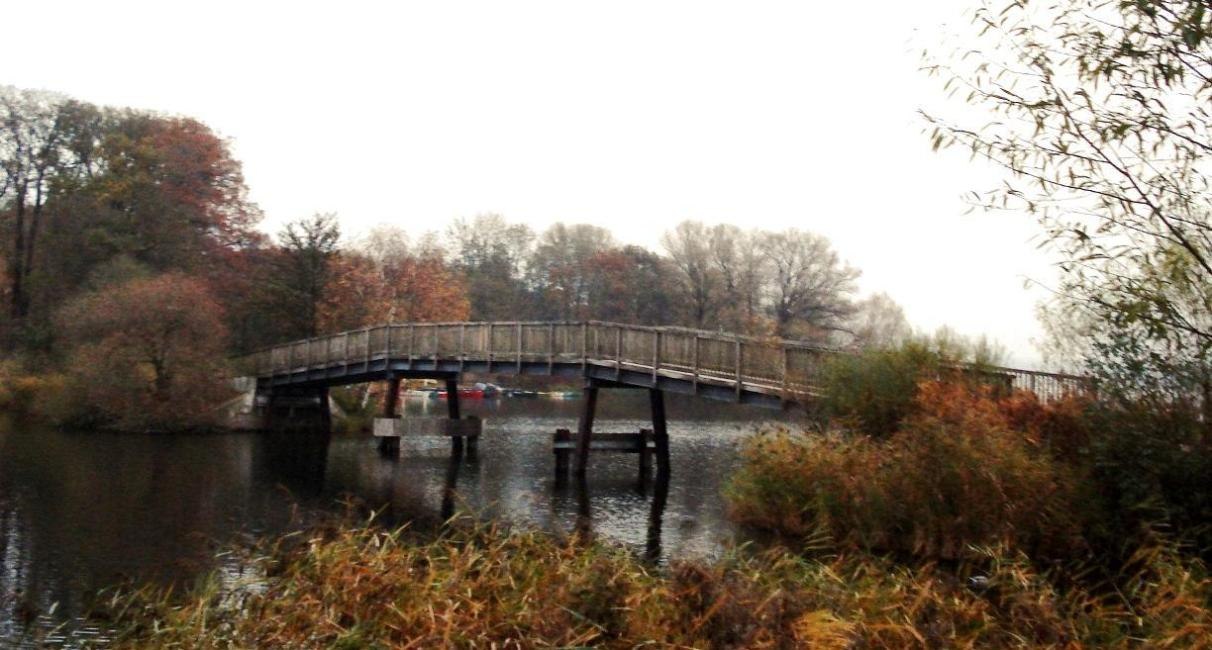
Die Bebensundbrücke (Seescharwaldbrücke) am Großen Eutiner See (über die Verbindung zur Fissauer Bucht) in Eutin

Die Bebensundbrücke oder auch Seeschaarwaldbrücke verbindet den so genannten Seepark der Stadt Eutin mit dem Seeschaarwald und grenzt die Fissauer Bucht vom Großen Eutiner See ab.

## Geschichte

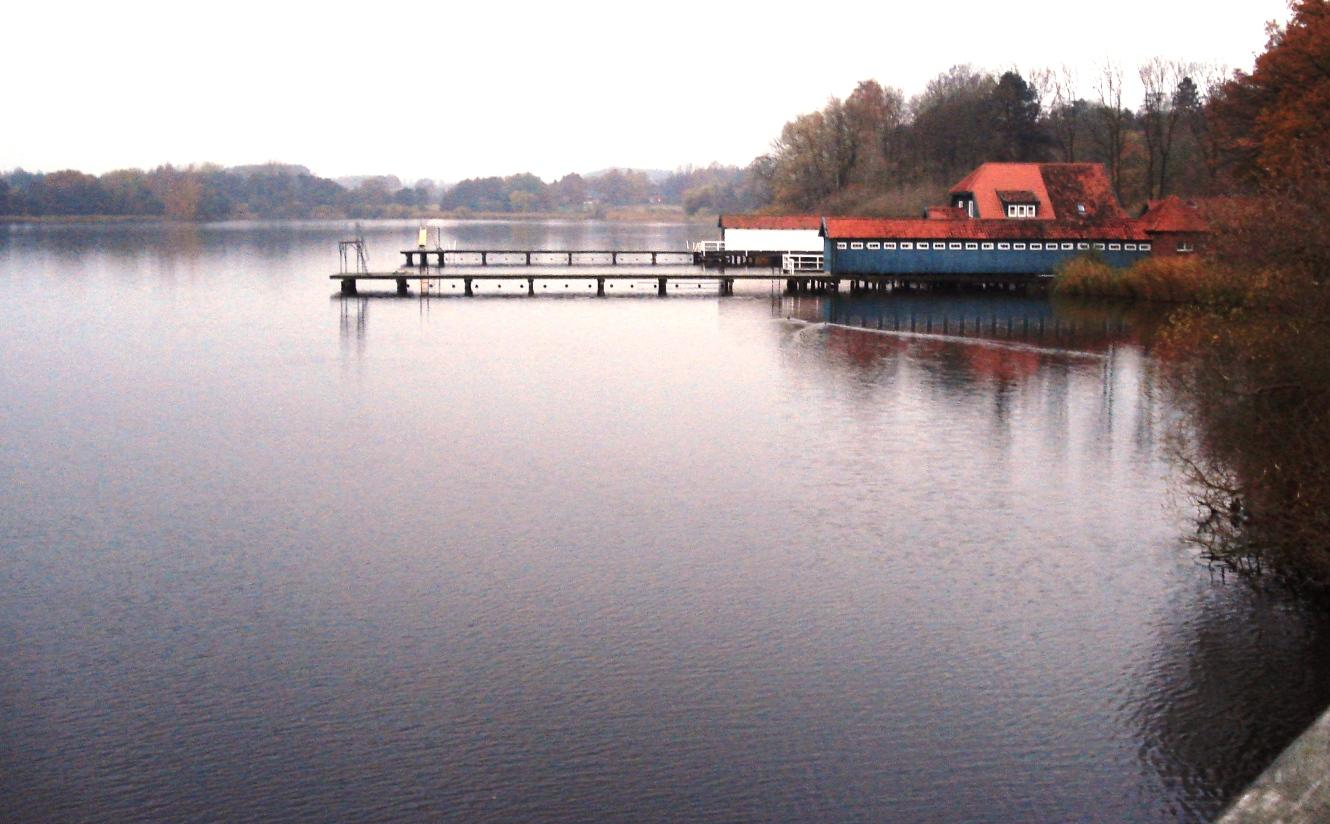
Blick von der Bebensundbrücke auf den östlichen Teil der Fissauer Bucht (des Großen Eutiner See) mit der Badeanstalt

### Entstehung
Die Bebensundbrücke wurde vom letzten Eutiner Hofgärtner Heinrich Lüth entworfen und entstand 1934 im Rahmen des Freiwilligen Arbeitsdienstes der Nationalsozialisten. Sie ersetzte damit eine Seilzugfähre, die damals zur 1914 erbauten Badeanstalt hinüberführte.

### Modernisierung
Im Jahr 2003 wurde die Brücke renoviert und bekam unter anderem ein neues Geländer und Sicherheitspfeiler, die für den Fall einer Kollision des Ausflugsdampfers „Freischütz“, der auf dem Großen Eutiner See verkehrt, errichtet wurden. Ein Teil der alten Pfeilerkonstruktion befindet sich noch heute an dieser Stelle unterhalb der Wasseroberfläche des Sees, weshalb das Springen von der Brücke offiziell verboten ist.